# James Stevenson-Hamilton

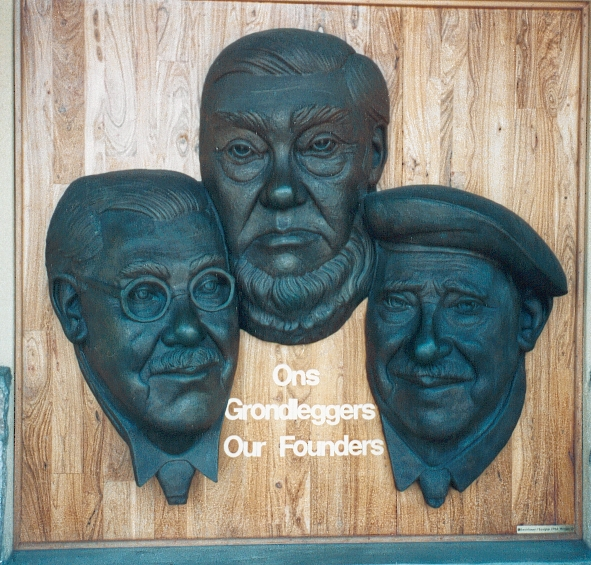
Büsten der Gründer im Skukuza Camp, Kruger-Nationalpark (Stevenson-Hamilton rechts im Bild)

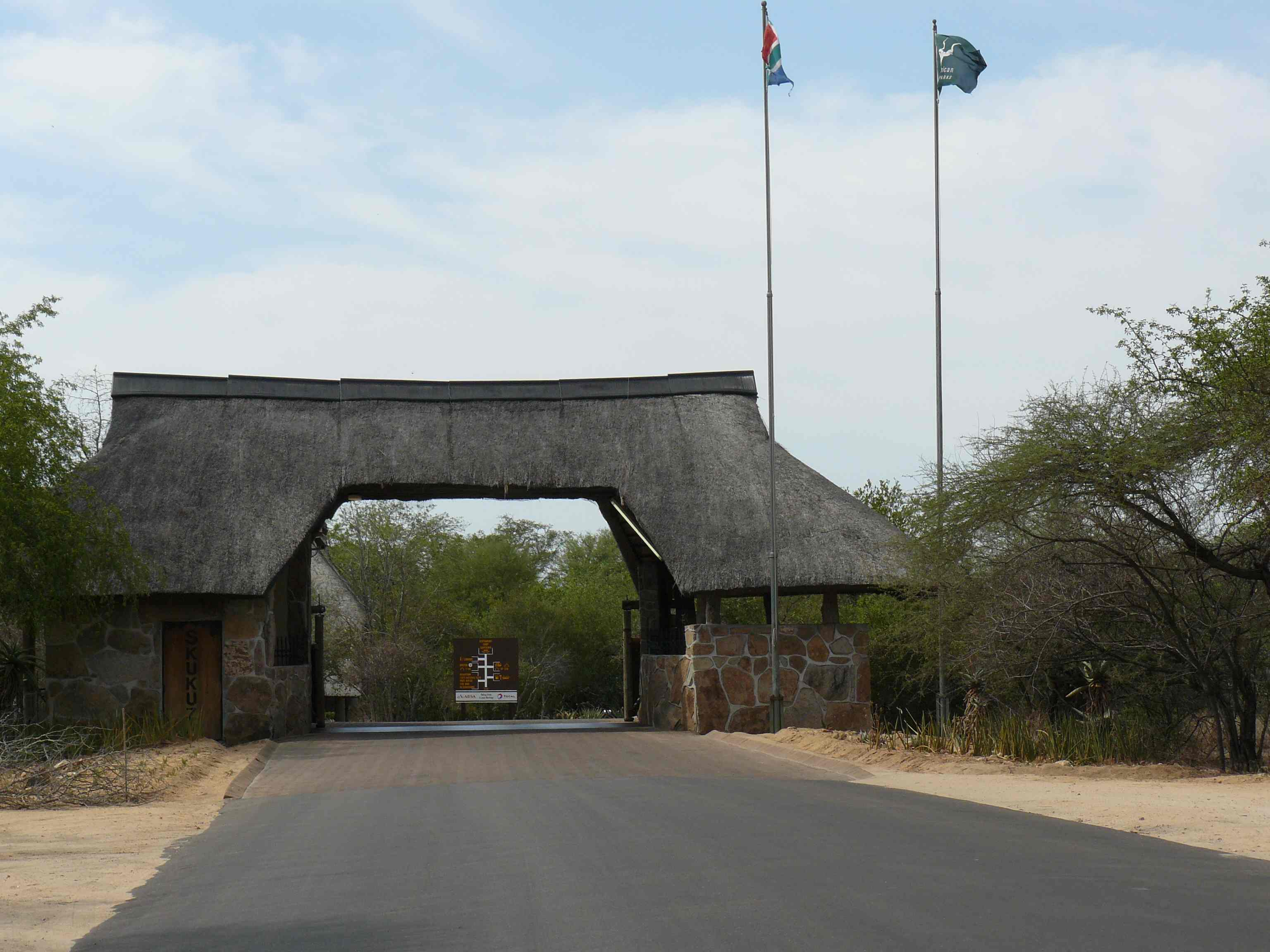
Eingang zum Skukuza Camp

James Stevenson-Hamilton (* 2. Oktober 1867 in Dublin, Irland; † 10. Dezember 1957 in White River, Transvaal) war ein südafrikanischer Soldat und späterer Tierschützer.

## Beginn seines Wirkens im Krüger-Nationalpark
Nach dem Zweiten Burenkrieg, im Juli 1902 wurde er zum ersten Wildparkaufseher der Sabie Game Reserve, einem Gebiet, das vor dem Krieg zum Schutz der Natur erklärt wurde, wo zunächst aber keine Änderung eintrat. Als Stevenson-Hamilton die Jagd in diesem Gebiet verbot, erfuhr er den Widerstand von Jägern, Bauern, Wilderern, Politikern und erfahrenen Bergbauunternehmen. Doch als nach 1903 eine Gruppe von hochrangigen Polizeibeamten erfolgreich das Schutzziel verfolgten, realisierten seine Gegner, dass er entschlossen war, das Gebiet als Schutzgebiet zu bewahren. Er unterband im selben Jahr den Viehtrieb von Rindern sowie die Erkundung von Kohle- und weiteren Minerallagerstätten auf dem damaligen Naturschutzgebiet.
Die Eingeborenen gaben ihm in der Tsonga-Sprache den Spitznamen „Skukuza“ (deutsch etwa: der Mann, der alles auf den Kopf stellt oder der, der alles ausfegt). Der Name des Hauptcamps wurde im Jahre 1936, ursprünglich als Sabie Bridge bezeichnet, in diesem Sinne nach ihm benannt: Skukuza Camp.
Zunächst hatte Stevenson-Hamilton keine Mitarbeiter, erst gegen 1903 beschäftigte er fünf Weiße und fünfzig Schwarze als Wärter, um seine Arbeit zu unterstützen. Im Jahr 1904 gelang es ihm, den Park zu erweitern (bezogen auf das Areal zwischen dem Crocodile River und Sabie River) und es kam der Bereich zwischen dem Letabarivier und Sabie River hinzu. Das Schutzgebiet wurde später bis an den Flusslauf des Limpopo erweitert.

## Ehrungen
Im Skukuza Camp befindet sich die Stevenson-Hamilton-Gedenkstätte mit Bibliothek in einem Gebäude.

## Ausgewählte Werke
- Animal Life in Africa. London 1912
- South African Eden. From Sabi Game Reserve to Kruger National Park. London 1937
- Our South African national parks. Kapstadt(?) 1940
- Wild Life in South Africa. London 1947

- James Stevenson-Hamilton, Jan Christiaan Smuts: The Low-veld. London 1929
- James Stevenson-Hamilton, Paul Selby: Kruger National Park. handbook and guide. Pretoria 1930